# Marian Borowiec
Marian Borowiec (ur. 17 marca 1891 w Budziwoju, zm. 27 sierpnia 1949 w Rzeszowie) – polski duchowny rzymskokatolicki, działacz społeczny i polityczny, poseł na Sejm Ustawodawczy.

## Życiorys
Urodził się 17 marca 1891 w rodzinie chłopskiej. Ukończył gimnazjum w Rzeszowie, następnie Seminarium Duchowne w Przemyślu. Sakrament święceń otrzymał w 1917 i został duchownym rzymskokatolickim. Posługiwał w diecezji przemyskiej. W 1922 był wikariuszem parafii św. Andrzeja Apostoła w Jaworniku Polskim. Pod koniec lat 30. był ojcem duchownym w Przytułku dla nieuleczalnie chorych i matołków fundacji ks. Antoniego Podgórskiego przy szpitalu OO. Bonifratrów w Iwoniczu. Tam od 1939 do 1940 był kapelanem szpitala.
W 1944 wstąpił do Stronnictwa Ludowego i działał wśród chłopów na terenie woj. rzeszowskiego. Od 16 listopada 1944 do 1948 był przewodniczącym Wojewódzkiej Rady Narodowej w Rzeszowie. Był członkiem Rady Naczelnej Stronnictwa Ludowego. Z ramienia SL pełnił mandat posła Krajowej Rady Narodowej od 31 grudnia 1944 oraz został wybrany posłem na Sejm Ustawodawczy od 4 lutego 1947 (z okręgu 51 Gorlice).
Uchwałą Prezydium Krajowej Rady Narodowej z 12 czerwca 1946 został odznaczony Krzyżem Komandorskim Orderu Odrodzenia Polski.
Zmarł w szpitalu w Rzeszowie 27 sierpnia 1949. Został pochowany w Budziwoju.